# سيلير
سيلير هي كومونا في مقاطعة فيتيربو في منطقة لاتيوم الإيطالية وتقع على بعد حوالي 90 كيلومتر (56 ميل) تقريبا شمال غرب روما وحوالي 30 كيلومتر (19 ميل) شمال غرب فيتربو .
والمعلم الرئيسي هو كنيسة سانت إيجيديو أباتي التي ساهم في تصميمها أنطونيو دا سانجالو الأصغر .

## تاريخ
تم ذكر سيلير لأول مرة في القرن الثامن الميلادي وعلى الرغم من التكهن انها تعود لاصل روماني من اسمها ثم انها في وقت لاحق كانت جزءًا من الولايات البابوية ودوقية كاسترو حتى عام 1870 من الولايات البابوية.

## روابط خارجية
- الموقع الرسمي